# キャサリン・ポラスキー
キャサリン・ポラスキー（Katherine Pulaski）は『新スタートレック』に登場するキャラクター。ダイアナ・マルドアが演じた。日本語版の吹き替えは谷育子が担当した。ビバリー・クラッシャーが惑星連邦本部の医療統括部長を務めている2365年から約1年間、U.S.SエンタープライズDで主任医師として赴任した。
同作品の第2シーズンのみ登場した。正式にはレギュラーでなく毎回ゲスト扱いの契約である。演者のマルドアは『宇宙大作戦』にも二度ゲストで出演していた。

## キャラクター
副長ウィリアム・T・ライカーの父カイル・ライカーとは古い友人で恋仲だった。ピカード艦長の第515宇宙基地での心臓手術で困難な状況になった際、「あの人しかいない」と呼び出され見事手術を成功させた。また、脳の記憶に関する治療や操作に関する高い技術を持つなど、医師としての腕前はビバリー・クラッシャーを上回ると言える。一方、空間転送を極度に嫌っていたり、データに対してたびたび失礼な物言いをするなど、自らが受け入れ難い技術に対しては抵抗感を示す。文学や作法などクリンゴン文化に造詣が深い。
遺伝子を組み換えた子供の発する免疫用の抗体で急速に老化が進むという病気になり死に直面したがピカード艦長や他のクルーの努力もあり見事元の体で生還した（この際は空間転送の技術を利用している）。
当初、エンタープライズに転任した当時、ピカード艦長が『彼女の個性が強すぎて、クルーとなじめない』事を前任艦の艦長に相談している。しかし彼女がピカードの大信奉者で、本人から是非との申し出で異動した事を告げられ、ポラスキーを見守る事になった。
このシーズン以外、彼女の登場はない。セリフで彼女の名前が出る程度であった。